# Black Sex Link
Black Sex Link este un hibrid, bine cunoscut pentru producția mare de ouă. 

## Despre
Black Sex Link este un hibrid de pasăre, nu o rasă, produs pentru ouă și carne produs în 1950, printr-o găină de Plymouth (rasă de găini) cu un cocoș roșu Rhode Island (rasă de găini)sau un cocoș roșu New Hampshire.
Greutatea medie a unei găini este de 6-7 kilograme, când a unui cocoș este de 8-9 kilograme. 
Aceste găini se ouă aproximativ 250-300 de ouă pe an. 
Black Sex Link este o încrucișare între două rase standard - și nu se reproduc adevărat. Adică, dacă crești un mascul Black Sex Link cu o femelă Black Sex Link, nu vei primi pui Black Sex Link. 
Găinile încep să ouă de la 16 săptămâni

## Penaj
Ambele sexe ale acestei rase hibride vor fi negre atunci când eclozează. Singura diferență este că masculii vor avea un singur punct alb pe cap. Pe măsură ce puii cresc, ei vor fi în principal negri, cu niște pene roșii în zona gâtului. Pe de altă parte, masculii vor avea un model foarte asemănător cu rasa Barred Rock. Vor avea și niște pene roșii amestecate.